# إف إم-8 (حاسوب)
إف إم -ثمانية أو ( فوجيتسو ميكرو 8 ) هو جهاز كمبيوتر شخصي تم تطويره وتصنيعه بواسطة شركة فوجيتسو في مايو لعام 1981. و يعد هذا هو الكمبيوتر الصغير الثاني الذي تم إنتاجه بواسطة شركة فوجيتسو اليابانية و تم طرحه للجمهور بعد كمبيوتر مجموعة LKIT-8 ، والأول في سلسلة "FM". تم استبدال FM-8 لاحقًا بطرازين جديدين في نوفمبر 1982 - إف إم-11 ‏ ، الذي صُمم ليكون حاسوب للشركات و إف إم -7 الذي صُمم للسوق الشامل.

## محاكي
تمت محاكاة الكمبيوتر بواسطة نظام المحاكي المتعدد الخارق (إم إي أس أس ).